# Rhuvaal Lighthouse
Das Rhuvaal Lighthouse, auch Ruvaal Lighthouse, deutsch Rhuvaal-Leuchtturm, ist ein Leuchtturm auf der schottischen Hebrideninsel Islay. Er befindet sich im Nordosten der Insel an der Spitze des Kaps Ruvaal, welches den nördlichsten Punkt der Insel markiert. In der näheren Umgebung befinden sich keine größeren Siedlungen. In den schottischen Denkmallisten ist der Leuchtturm in der Kategorie B gelistet.
Nachdem bereits 1835 der Bedarf für einen Leuchtturm an dieser Position festgestellt wurde, wurde dieser später von den Geschwistern Thomas und David Stevenson geplant und im Jahre 1859 nach zweijähriger Bauzeit fertiggestellt. Der Leuchtturm markiert die nördliche Einfahrt in den Islay-Sund. Nahe der südlichen Einfahrt befindet sich ein ebenfalls von den Stevenson-Brüdern konstruierter Leuchtturm auf McArthur’s Head.

## Beschreibung
Der aus verfugtem Sandstein erbaute, runde Turm ragt 36 m in die Höhe. Am Fuß durchmisst das Bauwerk 5,8 m und verjüngt sich leicht nach oben. In den Turm sind mehrere rechteckige Fenster mit sandsteinernen Stürzen eingelassen. Im Inneren führt eine steinerne Wendeltreppe auf die obere Plattform, wo das Leuchtfeuer unter einer Haube untergebracht ist. Es ist noch die ursprüngliche Linsenoptik aus dem Jahre 1858 vorhanden. Der Bau der Gesamtanlage kostete 7437 £. Der Scheinwerfer ist etwa 31 km weit sichtbar.
Für die Leuchtturmwärter sind nahebei zwei längliche Behausungen vorhanden. Einem Bericht aus der Zeit der Fertigstellung zufolge, sollen sie eher an „Hundehütten“ als an Wohnhäuser erinnern.